# Magia de cerca

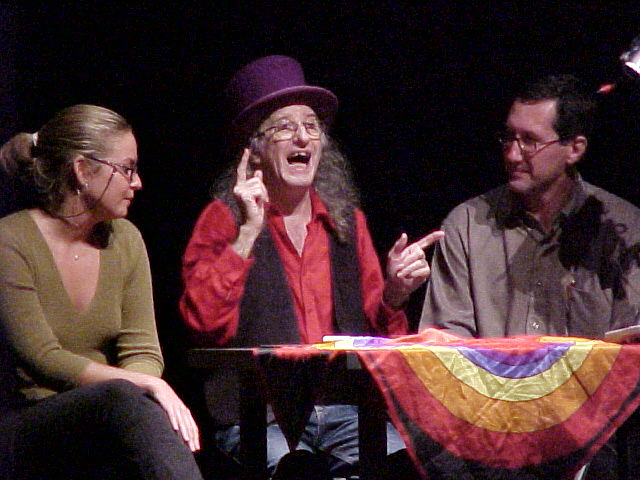
Juan Tamariz, flanqueado por dos espectadores, practicando magia de cerca.

La magia de cerca es un tipo de magia de corta distancia en donde el número de público es reducido y los juegos de magia son interactivos hasta cierto punto. Usualmente, se suele relacionar con la cartomagia.
Es uno de los tipos de magia más fascinantes ya que las demostraciones del mago se realizan a pocos centímetros de los espectadores. Ejemplos de magia de cerca son: la cartomagia (magia con cartas), numismagia (magia con monedas) y micromagia (magia con objetos pequeños desde imperdibles hasta cacahuetes).
Por regla general, se la suele tratar como magia de principiantes por el público en general, debido a la proximidad y a la inexistencia de un escenario físico. Si bien, los profesionales que trabajan en ese sector de la magia se preparan tanto o más que los ilusionistas que se dedican al escenario.
- Datos: Q2096207